# Tomaš Batja
Tomaš Batja (češ. Tomáš Baťa) (3. april 1876. Zlin – 12. jul 1932. Otrokovice) je bio osnivač preduzeća za proizvodnju obuće Bata i jedan od nejvećih preduzetnika svog vremena. Uveo je mnoge nove ideje u oblast proizvodnje i prodaje proizvoda koje su uticale na brojne buduće ekonomiste. Njegovi postupci i tehnologije su bili revolucionarni za tadašnje preduzetnike, a i danas se koriste kao primer vrhunskog menadžmenta. Za svoju firmu je izgradio grad Zlin.
Batja je bio svojevrsni fenomen. Prvo u granicama ondašnje Čehoslovačke, a onda i šire.
Među prvima je u svoju fabriku uveo proizvodnju na fabričkoj traci. I pored toga, bio je izuzetno omiljen, kako kod svojih radnika tako i šire. Brinuo se za radnike, gradio im je čitava naselje i brinuo se za njihovo obrazovanje. Podigao je i mnogo građevina, između ostalog, napravio je i Batin kanal.
Po modelu svojih fabrika Bata, 1931. godine osnovao je fabriku „Bata-Borovo“ oko koje se formiralo Borovo naselje, danas gradska četvrt u Vukovaru.
Tomaš Batja je poginuo u avionskoj nesreći 12. jula 1932. godine blizu mesta Otrokovice.

## Spoljašnje veze
- Biografija na Internetu